# Juan González Arintero
Pour les articles homonymes, voir Juan González et González.
Juan González Arintero, né le 24 juin 1860 à Lugueros dans la province de León et mort le 20 février 1928 à Salamanque, est un religieux dominicain espagnol, scientifique de formation, ecclésiologue et théologien de la vie mystique.

## Biographie
Dès l'âge de 10 ans il sentit une vraie passion pour l’étude. Ses parents l’envoyèrent étudier à Boñar, avec un professeur, puis il entra au couvent dominicain de Corias (Asturies), récemment restauré, où il prit l’habit religieux à l’âge de 15 ans. Il y reçut le nom religieux de Tomás, en l'honneur de saint Thomas d’Aquin. Ce couvent, ancien monastère bénédictin, fut le berceau de la restauration de la Province d’Espagne, après une longue période de persécution religieuse. Cette réforme fut principalement mise en œuvre par des frères de la Province du Très Saint Rosaire des Philippines, ce pourquoi, porté par leur exemple, le jeune Arintero se sentit d'abord attiré par les missions. À Corias il y avait un vrai enthousiasme dans l’Ordre pour restaurer la doctrine de saint Thomas d’Aquin; enthousiasme qui fut à échelle universelle peu après avec l’encyclique Aeterni Patris de Léon XIII. Il reçut une bonne formation philosophique, il connut bien la pensée philosophique de saint Thomas et l’histoire de la philosophie en général. Mais il dut interrompre ses études de théologie au bout de deux ans, parce que les supérieurs l’envoyèrent à Salamanque étudier la physique et la chimie, en vue d’être envoyé plus tard au collège de Bergara (Guipuscoa), dirigé alors par les dominicains. La nécessité d’être autodidacte en ses études de théologie lui donna une ouverture intellectuelle à laquelle il n’aurait peut-être pas accédé sans cela.
À Salamanque, au couvent Saint-Étienne il lia une amitié durable avec le dominicain français Marie-Joseph Lagrange, futur fondateur de l’École Biblique de Jérusalem. À l’université de Salamanque il expérimenta l’affrontement qui existait entre le monde de la science et le monde de la foi. Dès lors il se proposa de se servir de la science pour défendre la foi. Il vécut la préoccupation d’harmoniser la science et la foi. Arintero fut non seulement un ecclésiologue et un mystique, mais aussi un apologiste (défenseur de la foi).
De Salamanque, il passa à Bergara, où il enseigna les mathématiques, la physique, la chimie et les sciences naturelles. Il y travailla à l’organisation d'un musée de sciences naturelles, classant minéraux et plantes, et disséquant les animaux. Ses œuvres de cette époque, Le déluge universel de la Bible et de la tradition et Le Paradis et la géologie (recueil d’articles) sont bien accueillis par la critique.
Après avoir été professeur à Bergara, il revient à Corias, où il forme les jeunes dominicains. Durant ces années, il écrit une œuvre en 8 volumes sur l’évolution. Arrivent dans son horizon de préoccupations, à cause de diverses expériences personnelles, le dynamisme de la grâce, son action dans les personnes et le charisme qui imprègne l’expérience mystique.
Un de ses biographes dit que « les âmes l’amenèrent à la doctrine, et la doctrine aux âmes ; ce furent principalement les âmes et la doctrine qui lui ouvrirent les yeux pour résoudre de façon satisfaisante le grand problème de sa propre vie, et même de la vie chrétienne en général dans son sens le plus profond, essentiel et salvateur ».[réf. nécessaire]
En 1898, ses supérieurs l'envoyèrent à Salamanque enseigner la théologie aux jeunes théologiens dominicains. Durant ces années, il eut l’occasion d’approfondir ses intuitions initiales sur l’expérience mystique. Consacré entièrement à l’étude, il commença à programmer ce qui serait plus tard quelques-unes de ses œuvres principales.
De Salamanque il fut envoyé à Valladolid (1900-1903) où virent le jour trois livres importants :
- L’hexameron et la science moderne ;
- La Providence et l’évolution ;
- Téléologie et théophobie.

De retour à Salamanque, il publia en 1908 le 3e volume de sa grande œuvre Développement et vitalité de l’Église : III. Évolution mystique. De 1909 à 1911, le P. Arintero se trouva à Rome, où il enseigna à l’Angelicum récemment fondé, qui allait devenir l’Université pontificale Saint-Thomas.
En 1911, de retour à Salamanque, il publia le second tome de son ecclésiologie, intitulé Évolution doctrinale, qui reçut de la critique des accusations très dures. Certaines de ses thèses sur la vie mystique et la contemplation acquise (celle qui met en relief surtout l’activité et l’effort de l’orant, supposant toujours qu’il s’agit d’une activité informée par la grâce) face à la contemplation proprement dite (celle que l’Esprit Saint infuse par l’action de ses dons), ne furent pas bien comprises. Il y eut aussi un rejet de celles-ci, notamment de la part de certains membres de l’Ordre du Carmel.
Cette expérience de rejet l’amena à se renfermer et garder le silence pendant un temps. Il utilisa la revue Ciencia Tomista (Science Thomiste) comme organe d’expression de ses idées sur l’expérience mystique. Mais en 1925 il publia une œuvre avec la prétention d’éclaircir au maximum les malentendus que ses thèses avaient produits. Cette œuvre s’appelle La vraie mystique traditionnelle.
Fondateur en 1920-1921 de la revue La Vida Sobrenatural, qui existe toujours, mais sous le nom Vida Sobrenatural, il l’entendit toujours comme un moyen d’apostolat lui permettant d’arriver plus loin qu’avec ses livres, destinés à un public plus spécialisé et plus réduit.

## Quelques témoignages
- Après la mort du P. Arintero, un de ses camarades et collègues de Salamanque, J. D. Berruela, traça son portrait moral :

« Je n’ai pas connu, à la fac, de compagnon plus humble, plus timide, plus désireux de passer inaperçu que cet Arintero, qui termina ses études de sciences à Salamanque en 1886. Quand, 20 ou 30 ans après, je le vis transformé en Maître de théologie, il était toujours le même : candide, ingénu, plein d’enfance spirituelle, sans ombre d’arrogance, à mille lieues de toute pédanterie. Si de beaucoup de personnes vaines on peut dire avec raison qu’elles s’écoutent parler, du P. Arintero on peut affirmer qu’il était sourd à lui-même. Tout son langage, comme chez les enfants, était pour communiquer sa pensée, avec sincérité, à qui voulait l’écouter ».
- P. Reginald Garrigou-Lagrange : « (...) je dois considérer le P. Arintero comme un Maître qui m’a beaucoup donné. (...) Loin de penser que le temps consacré à l’oraison était un temps perdu pour l’étude, le Père Arintero croyait, avec saint Thomas, que c’est dans l’oraison qu’avec une particulière lumière brillent les principes supérieurs qui illuminent des traités entiers de dogme et de morale. L’oraison était pour lui la source où il atteignait et où il jouissait des plus hautes et des plus belles perspectives spirituelles… Cet homme si travailleur, non seulement en principe, mais dans la pratique constante de sa vie, plaçait l’oraison au-dessus de l’étude ; l’exercice des vertus théologales, de la vertu de religion et des dons (du Saint-Esprit) au-dessus de l'activité naturelle de l’intelligence dans le travail théologique »[4].
- P. Álvaro Huerga, titulaire de la chaire d'histoire de la spiritualité à l'Université Saint-Thomas de Rome, spécialiste de la vie religieuse en Espagne au XVIe siècle : « Je crois, en ce qui me concerne, et sans mépriser quiconque, que les deux œuvres fondamentales produites par la troisième scolastique, dans le champ de la théologie, ont été celles du léonais Juan González Arintero (1860-1928) et du navarrais Francisco Marín Sola (1873-1932). Évolution mystique d’Arintero, qui est à la fois une théologie scientifique et une théologie de la vie ; et L’évolution homogène du dogme catholique, de Marín, ont été, à mon avis, deux des apports les plus importants de la théologie au XXe siècle »[5].

Le procès de sa béatification est en cours.

## Ouvrages publiés
- El Diluvio universal de la Biblia y de la Tradición, demostrado por la geología y prehistoria. Vergara, Imprenta de «El Santísimo Rosario», 1891, 668 p.
- El Hexamerón y la ciencia moderna. Explicaciones hechas en el Colegio de Estudios Superiores exegético-apologéticos de San Gregorio de Valladolid. Valladolid, José Manuel de la Cuesta, 1901, 308 p.
- Cuestiones místicas, o sea las alturas de la contemplación accesible a todos. Alientos, estímulos y desengaños de los grandes maestros de espíritu a las almas espirituales y a sus directores. Salamanca, Imprenta Calatrava, 1916, 614 p. ; 2e éd., Salamanca, Imprenta Calatrava, 1920, 609 p. ; 3e éd. Salamanca, Fides, 1927, 742 p. ; 4e éd. Introduction du P. Sabino M. Lozano. Madrid, La Editorial Católica, 1956, LVI, 690 p.
- El progreso dogmático - objetivo, Ciencia tomista, Salamanca, 1911, 3, pp. 379–393.
- Declaración brevísima del Cantar de los Cantares, según la versión del P. Scio, para uso de personas espirituales. Resumen hecho por una Religiosa Reparadora de una conferencia del P. Mtro. Arintero, por él mismo revisado y corregido. Vergara, Tip. «El Santísimo Rosario», 1917,48 p.
- Entronización espiritual del Sagrado Corazón, La Basílica Teresiana, 1919, 6, pp. 161–169.
- Exposición mística del Cantar de los Cantares, con nueva versión castellana acomodada al original, texto de la Vulgata y variantes del hebreo y del griego, Salamanca, Imprenta de Calatrava, 1919, 514 p. ; 3é éd., Salamanca, Convento de San Esteban - Editorial Fides, 1958, 616 p.
- Desenvolvimiento y vitalidad de la Iglesia. Édition préparée et présentée par A. Alonso Lobo., Vol. I: Evolución orgánica; vol. II: Evolución doctrinal; vol. III: Mecanismo divino de los factores de la evolución de la Iglesia. Madrid, Fundación Universitaria Española, 1974-1976.

## Biographies et études
- A. Suárez, Vida del M. R. P. Fr. Juan G. Arintero, Maestro en Sagrada Teología, 2 vol., Cádiz 1936 (première biographie du P. Arintero)
- A. Alonso Lobo, El Padre Arintero, precursor clarividente del Concilio Vatican II, Salamanca 1970
- A. Bandera, "La obra eclesiologica del Padre Arintero. Cronologia con mistica al fondo", Ciencia Tomista 113 (3), p. 497-526, 1986
- A. Bandera, "Un prologo inédito del P. Arintero a su obra Desenvolvimiento y Vitalidad de la Iglesia", Ciencia Tomista 113 (3), p. 597-609, 1986
- A. Bandera, El P. Juan G. Arintero, Una vida de santidad, Salamanca, 1992
- A. Bandera, Cartas de la M. Sorazu al P. Arintero, Verdad y Vida 50 (198-199), 211-240 (1992)
- M. A. Martinez, El P. Arintero, restaurador de la Mística en España, Celebraciones vivas de los santos (65), Burgos, 2004
- P. de Pontonx, Vie et œuvres du P. Arintero : la passion de Dieu au service de l'Église (en cours), 2014